# مونوسیتوز
مونوسیتوز (انگلیسی: Monocytosis) در پزشکی به معنی افزایش شمار مونوسیت‌های در حال گردش در خون است. مونوسیت‌ها گلبول‌های سفیدی هستند که در سیستم ایمنی ماکروفاژها و سلول‌های دندریتیک ایجاد می‌کنند.
در انسان، مونوسیتوز زمانی رخ می‌دهد که افزایش مداوم شمار مونوسیت‌ها بیش از ۸۰۰/mm3 تا ۱۰۰۰/mm3 باشد.
مونوسیتوز گاهی اوقات مونونوکلئوز نامیده می‌شود، اما این نام معمولاً به طور خاص برای مونونوکلئوز عفونی است.

## دلایل
مونوسیتوز اغلب در طول التهاب مزمن رخ می‌دهد. بیماری‌هایی که چنین حالت التهابی مزمنی ایجاد می‌کنند:
- عفونت‌ها: سل، بروسلوز، لیستریوز، اندوکاردیت باکتریایی تحت حاد، سیفلیس، و سایر عفونت‌های ویروسی و بسیاری از عفونت‌های تک‌یاخته‌ای و ریکتزیایی (مانند کالاآزار، مالاریا، تب خالدار کوه‌های راکی).
- علل خونی و ایمنی: نوتروپنی مزمن و اختلالات میلوپرولیفراتیو.

بیماری‌های خود ایمنی و واسکولیت: لوپوس اریتماتوز سیستمیک، آرتریت روماتوئید و بیماری التهابی روده.
- بدخیمی‌ها: بیماری هوچکین و برخی از انواع سرطان خون، مانند لوسمی میلومونوسیتی مزمن (CMML) و لوسمی مونوسیتی.
- مرحله بهبودی نوتروپنی یا عفونت حاد.
- چاقی، متابولیسم سلولی
- علل متفرقه: سارکوئیدوز و بیماری ذخیره چربی.

در طی این مراحل التهاب شدید، مونوسیتوز می‌تواند به بافت‌ها آسیب برساند، زیرا فعال شدن پاسخ ایمنی را افزایش می‌دهد و از فروکش التهاب جلوگیری می‌کند که در مواردی که سپسیس رخ می‌دهد، دیده می‌شود.

## درمان
سفتریاکسون در صورت وجود تب حصبه و لووفلوکساسین یا موکسی فلوکساسین. جنتامایسین و داکسی سایکلین در صورت تب مالت